# Affaire Perrine Vigneron
Pour les articles homonymes, voir Vigneron (homonymie).
L'affaire Perrine Vigneron est une affaire criminelle française dans laquelle Perrine Vigneron, 7 ans, a été enlevée le 3 juin 1987 à Bouleurs en Seine-et-Marne. Son corps est découvert le 27 juin à Chelles,,,. À ce jour, l'auteur de ce crime n'a pas été identifié.

## Biographie
Perrine Vigneron habite à Montfermeil en Seine-Saint-Denis, mais sa famille possède aussi une résidence secondaire à Bouleurs en Seine-et-Marne. Son père est chirurgien-dentiste. Seconde de trois sœurs, Perrine est en cours préparatoire à l'école. C'est une enfant très sage, appliquée et sans problème. Elle porte des lunettes, ses cheveux sont bruns.

## Les faits et l'enquête
Le 2 juin 1987, à Bouleurs, un homme au volant d'une voiture blanche tente d'enlever un enfant qui lui échappe de justesse.
Le mercredi 3 juin aux environs de 16 h, il pleut, Perrine se rend seule à son cours de poterie, à pied, à quelques centaines de mètres de chez elle. Elle est vêtue d'un gilet rouge,. C'est la première fois qu'elle se rend seule à son cours. Elle est enlevée en chemin. Vers 18 h, son père ne la voyant pas revenir se rend à l'atelier de poterie et apprend qu'elle y n'est pas arrivée.
Le 27 juin suivant, au bord d'un champ de colza à Chelles, à proximité du cabinet dentaire où exerce le père de Perrine, une personne promenant son chien trouve son cadavre nu, le visage enfoncé dans la boue. Elle a une cordelette synthétique nouée autour du cou. Ses vêtements sont soigneusement pliés et ses chaussures alignées près d'elle.
Le 6 juin, l'agriculteur a traité son champ de colza. Le corps de Perrine y a donc été déposé après cette date.
L'autopsie confirme qu'elle est morte étranglée. Le corps est trop décomposé pour pouvoir établir si elle a subi des violences sexuelles, la date de sa mort et la date où elle a été déposée dans le champ.
Un témoin déclare aux gendarmes qu'il a vu un jour d'orage, une camionnette blanche portes ouvertes stationnée dans le champ de colza, tout près de l'endroit où a été découvert le corps de Perrine. Un portrait-robot est établi grâce aux différents témoignages mais sans résultat.
La paire de lunettes de Perrine n'est pas retrouvée. Les enquêteurs envisagent que le meurtrier l'a conservée comme trophée.
Philippe Olive est l'avocat des parents de Perrine Vigneron, il est ensuite remplacé par Stéphanie Thierry-Leufroy.
Les enquêteurs font rapidement le rapprochement avec trois autres affaires dont le mode opératoire est similaire :
- l'affaire Virginie Delmas,
- l'affaire Hemma Davy-Greedharry,
- et l'affaire Sabine Dumont.

Les enquêteurs envisagent l'existence d'un tueur en série pédophile sévissant en Île-de-France.
En 1990, les enquêteurs examinent la culpabilité de Gérard Lebourg, qui sera condamné en 1992 pour l'enlèvement, le viol et l'assassinat de Delphine Boulay à Villerville en 1988. Il est établi qu'il n'était pas présent en région parisienne en mai et juin 1987.
En 1995, les enquêteurs soupçonnent Robert Black qui possédait une propriété en Dordogne. Mais il n'était pas présent en région parisienne en mai et juin 1987,,.
Lydia Gouardo qui a été séquestrée, violée et torturée pendant 28 ans par son père Raymond, mort en 1999, a la conviction qu'il est l'assassin de Perrine Vigneron. Gouardo venait souvent dans le champ de colza où a été retrouvé le corps de Perrine, où il emmenait Lydia pour la violer. Cependant, l'ADN de Raymond Gouardo, exhumé en 2009, a révélé qu'il était hors de cause pour le viol de Sabine Dumont, celui-ci étant négatif à la comparaison du sperme retrouvé sur les vêtements de Sabine.

## Documentaires télévisés
: document utilisé comme source pour la rédaction de cet article.
- « Affaire Sabine Dumont » le 7 mars 2010 dans Non élucidé sur France 2.
- « Les meurtres du printemps 87 » le 31 juillet 2014 dans Les faits Karl Zéro sur 13e rue puis sur Crime District.